# پولگیت
latitudeپولگیتlongitudeپولگیت
پولگیت (به انگلیسی: Polegate) یک شهرک در بریتانیا است که در انگلستان واقع شده‌است.

## خصوصیات
پولگیت ۷٫۳ کیلومترمربع مساحت و ۸٬۵۸۶ نفر جمعیت دارد.